# Por una cabeza
Por una cabeza – tango skomponowane w 1935 roku przez Carlosa Gardela do tekstu Alfredo Le Pery. Słowa utworu opowiadają o mężczyźnie, nałogowym hazardziście spędzającym czas na wyścigach konnych.
Utwór był wielokrotnie wykonywany w telewizji i filmach. Po raz pierwszy pojawiło się na ekranie filmowym śpiewane przez samego Gardela w filmie Johna Reinhardta „Tango bar”. Sceny tanga z utworem „Por una cabeza” występują m.in. w takich filmach jak: Delicatessen (1991), Zapach kobiety (1992), Lista Schindlera (1993), Prawdziwe kłamstwa (1994) i Wszyscy ludzie króla (2006).